# Дискография Childish Gambino
Дискография хип-хоп-музыканта Childish Gambino включает в себя четыре студийных альбома, четырнадцать микстейпов и четыре мини-альбома. После выпуска своих первых пяти микстейпов и мини-альбомов независимо, он подписал контракт с Glassnote Records и выпустил Camp (2011), свой первый альбом на крупном лейбле звукозаписи.

## Альбомы

### Студийные альбомы
| Название                                                                             | Детали                                                                                                | Высшая позиция в чартах | Высшая позиция в чартах | Высшая позиция в чартах | Высшая позиция в чартах | Высшая позиция в чартах | Высшая позиция в чартах | Высшая позиция в чартах | Высшая позиция в чартах | Высшая позиция в чартах | Высшая позиция в чартах | Продажи          | Сертификации                                                              |
| Название                                                                             | Детали                                                                                                | US                      | US R&B /HH              | US Rap                  | AUS                     | BEL (FL)                | CAN                     | IRL                     | NL                      | NZ                      | UK                      | Продажи          | Сертификации                                                              |
| ------------------------------------------------------------------------------------ | --- | ----------------------- | ----------------------- | ----------------------- | ----------------------- | ----------------------- | ----------------------- | ----------------------- | ----------------------- | ----------------------- | ----------------------- | ---------------- | ------------------------------------------------------------------------- |
| Camp                                                                                 | - Релиз: 15 ноября 2011 - Лейбл: Glassnote, Universal - Формат: CD, LP, цифровая дистрибуция          | 11                      | 2                       | 2                       | 99                      | —                       | 22                      | —                       | —                       | —                       | —                       | - США: 242,000   |                                                                           |
| Because the Internet                                                                 | - Релиз: 10 декабря 2013 - Лейбл: Glassnote, Island, Universal - Формат: CD, LP, цифровая дистрибуция | 7                       | 3                       | 1                       | 37                      | —                       | 12                      | —                       | —                       | —                       | 107                     | - США: 796,000   | - RIAA: золотой - ARIA: золотой - BPI: серебряный - MC: платиновый        |
| "Awaken, My Love!"                                                                   | - Релиз: 2 декабря 2016 - Лейбл: Glassnote, Island, Universal - Формат: CD, LP, цифровая дистрибуция  | 5                       | 2                       | —                       | 9                       | 76                      | 7                       | 28                      | 33                      | 21                      | 34                      | - США: 1,320,000 | - RIAA: платиновый - BPI: серебряный - IFPI DEN: золотой - MC: платиновый |
| 3.15.20                                                                              | - Релиз: 22 марта 2020 - Лейбл: RCA - Формат: Цифровая дистрибуция, стриминг                          | 13                      | 8                       | —                       | 11                      | 24                      | 17                      | 17                      | 60                      | 18                      | 20                      |                  |                                                                           |
| «—» обозначает запись, которая не была выпущена в этой стране или не попала в чарты. | |                         |                         |                         |                         |                         |                         |                         |                         |                         |                         |                  |                                                                           |

### Микстейпы
| Название                                | Детали                                                                |
| --------------------------------------- | --------------------------------------------------------------------- |
| The Younger I Get                       | - Релиз: 2005 - Вне лейбла/Out of print - Формат: CD                  |
| Illin-Noise: Sufjan Stevens Remix Album | - Релиз: 27 августа 2005 - Вне лейбла - Формат: Цифровая дистрибуция  |
| Apple Sauce: Fiona Apple Remix Album    | - Релиз: 6 ноября 2005 - Вне лейбла - Формат: Цифровая дистрибуция    |
| Utterances of the Heart                 | - Релиз: 8 июня 2006 - Вне лейбла - Формат: Цифровая дистрибуция      |
| Love Letter in an Unbreakable Bottle    | - Релиз: 16 марта 2007 - Вне лейбла - Формат: Цифровая дистрибуция    |
| New Year’s Eve Extravaganza Mix         | - Релиз: 31 декабря 2007 - Вне лейбла - Формат: Цифровая дистрибуция  |
| Sick Boi                                | - Релиз: 5 июня 2008 - Вне лейбла - Формат: Цифровая дистрибуция      |
| Fuck Yaselves!                          | - Релиз: 2009 - Вне лейбла - Формат: Цифровая дистрибуция             |
| Poindexter                              | - Релиз: 17 сентября 2009 - Вне лейбла - Формат: Цифровая дистрибуция |
| I Am Just a Rapper                      | - Релиз: 5 января 2010 - Вне лейбла - Формат: Цифровая дистрибуция    |
| I Am Just a Rapper 2                    | - Релиз: 4 февраля 2010 - Вне лейбла - Формат: Цифровая дистрибуция   |
| Culdesac                                | - Релиз: 3 июля 2010 - Вне лейбла - Формат: Цифровая дистрибуция      |
| R O Y A L T Y                           | - Релиз: 4 июля 2012 - Формат: Цифровая дистрибуция                   |
| STN MTN                                 | - Релиз: 2 октября 2014 - Формат: Цифровая дистрибуция                |

## Мини-альбомы
| Название                 | Детали                                                  | Высшая позиция в чартах | Высшая позиция в чартах | Высшая позиция в чартах | Высшая позиция в чартах | Продажи       |
| Название                 | Детали                                                  | US                      | US R&B/HH               | US Rap                  | AUS                     | Продажи       |
| ------------------------ | ------------------------------------------------------- | ----------------------- | ----------------------- | ----------------------- | ----------------------- | ------------- |
| A Charlie Brown X-mas EP | - Релиз: 18 декабря 2006 - Формат: Цифровая дистрибуция | —                       | —                       | —                       | —                       |               |
| EP                       | - Релиз: 8 марта 2011 - Формат: Цифровая дистрибуция    | —                       | —                       | —                       | —                       |               |
| Kauai                    | - Релиз: 3 октября 2014 - Формат: Цифровая дистрибуция  | 16                      | 2                       | 1                       | 25                      | - США: 42,000 |
| Summer Pack              | - Релиз: 11 июля 2018 - Формат: Цифровая дистрибуция    | —                       | —                       | —                       | —                       |               |

## Синглы

### В качестве ведущего исполнителя
| Название                                                                             | Год  | Высшая позиция в чартах | Высшая позиция в чартах | Высшая позиция в чартах | Высшая позиция в чартах | Высшая позиция в чартах | Высшая позиция в чартах | Высшая позиция в чартах | Высшая позиция в чартах | Высшая позиция в чартах | Высшая позиция в чартах | Сертификации | Альбом                  |
| Название                                                                             | Год  | US                      | US R&B /HH              | US Rap                  | US R&B                  | AUS                     | CAN                     | IRL                     | NZ                      | UK                      | UK R&B                  | Сертификации | Альбом                  |
| ------------------------------------------------------------------------------------ | ---- | ----------------------- | ----------------------- | ----------------------- | ----------------------- | ----------------------- | ----------------------- | ----------------------- | ----------------------- | ----------------------- | ----------------------- | --- | ----------------------- |
| «Bonfire»                                                                            | 2011 | —                       | —                       | —                       | —                       | —                       | —                       | —                       | —                       | —                       | —                       | - RIAA: золотой - ARIA: золотой | Camp                    |
| «Heartbeat»                                                                          | 2011 | —                       | 54                      | —                       | —                       | —                       | —                       | —                       | —                       | 104                     | 29                      | - RIAA: платиновый - ARIA: золотой - BPI: серебряный - MC: золотой                                                                                     | Camp                    |
| «Fire Fly»                                                                           | 2012 | —                       | —                       | —                       | —                       | —                       | —                       | —                       | —                       | —                       | —                       | | Camp                    |
| «3005»                                                                               | 2013 | 64                      | 19                      | 11                      | —                       | 81                      | —                       | —                       | —                       | 79                      | 11                      | - RIAA: платиновый - ARIA: 2 × платиновый - BPI: золотой - MC: 2 × платиновый                                                                          | Because the Internet    |
| «Crawl»                                                                              | 2014 | 86                      | 28                      | 22                      | —                       | —                       | —                       | —                       | —                       | 150                     | 23                      | | Because the Internet    |
| «Sweatpants»                                                                         | 2014 | —                       | 35                      | 22                      | —                       | —                       | —                       | —                       | —                       | —                       | —                       | - RIAA: золотой - ARIA: золотой - BPI: серебряный - MC: платиновый                                                                                     | Because the Internet    |
| «Sober»                                                                              | 2014 | —                       | 29                      | —                       | 13                      | 70                      | —                       | —                       | —                       | —                       | —                       | - ARIA: платиновый | Kauai                   |
| «Me and Your Mama»                                                                   | 2016 | 68                      | 28                      | —                       | 9                       | 75                      | 52                      | —                       | —                       | —                       | 20                      | - MC: золотой | «Awaken, My Love!»      |
| «Redbone»                                                                            | 2016 | 12                      | 6                       | —                       | 2                       | 27                      | 30                      | 42                      | 22                      | 51                      | 7                       | - RIAA: 5 × платиновый - ARIA: 4 × платиновый - BPI: платиновый - FIMI: золотой - GLF: золотой - MC: 4 × платиновый - RMNZ: платиновый - SNEP: золотой | «Awaken, My Love!»      |
| «Terrified»                                                                          | 2017 | —                       | —                       | —                       | —                       | —                       | —                       | —                       | —                       | —                       | —                       | | «Awaken, My Love!»      |
| «This Is America»                                                                    | 2018 | 1                       | 1                       | 1                       | —                       | 1                       | 1                       | 2                       | 1                       | 6                       | 3                       | - RIAA: 3 × платиновый - ARIA: 2 × платиновый - BPI: золотой - GLF: золотой - MC: платиновый - RMNZ: золотой                                           | Внеальбомный сингл      |
| «Summertime Magic»                                                                   | 2018 | 44                      | 21                      | —                       | 3                       | 31                      | 33                      | 21                      | 29                      | 30                      | 18                      | - RIAA: золотой - ARIA: золотой | Summer Pack             |
| «Feels Like Summer»                                                                  | 2018 | 54                      | 25                      | —                       | 4                       | 79                      | 47                      | 51                      | —                       | 64                      | —                       | - RIAA: золотой |                         |
| «Mood 4 Eva» (совместно с Jay-Z и Бейонсе при участии Уму Сангаре)                   | 2019 | 90                      | 33                      | 48                      | 64                      | —                       | —                       | 54                      | —                       | —                       | 56                      | | The Lion King: The Gift |
| «—» обозначает запись, которая не была выпущена в этой стране или не попала в чарты. |      |                         |                         |                         |                         |                         |                         |                         |                         |                         |                         | |                         |

### В качестве приглашенного исполнителя
| Название                                                                             | Год  | Высшая позиция в чартах | Высшая позиция в чартах | Высшая позиция в чартах | Высшая позиция в чартах | Высшая позиция в чартах | Высшая позиция в чартах | Высшая позиция в чартах | Высшая позиция в чартах | Высшая позиция в чартах | Сертификации       | Альбом        |
| Название                                                                             | Год  | US R&B/HH Bub.          | US R&B                  | AUS                     | AUT                     | BEL (FL)                | GER                     | IRE                     | SWI                     | UK                      | Сертификации       | Альбом        |
| ------------------------------------------------------------------------------------ | ---- | ----------------------- | ----------------------- | ----------------------- | ----------------------- | ----------------------- | ----------------------- | ----------------------- | ----------------------- | ----------------------- | ------------------ | ------------- |
| «Giants» (Josh Osho при участии Childish Gambino)                                    | 2012 | —                       | —                       | —                       | —                       | —                       | —                       | —                       | —                       | —                       |                    | L.I.F.E       |
| «Trouble» (Леона Льюис при участии Childish Gambino)                                 | 2012 | —                       | —                       | —                       | 32                      | —                       | 27                      | 21                      | 75                      | 7                       |                    | Glassheart    |
| «Do or Die» (Flux Pavilion при участии Childish Gambino)                             | 2013 | —                       | —                       | 48                      | —                       | —                       | —                       | —                       | —                       | —                       |                    | Blow the Roof |
| «Bed Peace» (Дженей Айко при участии Childish Gambino)                               | 2013 | 1                       | 25                      | —                       | —                       | —                       | —                       | —                       | —                       | —                       | - RIAA: платиновый | Sail Out      |
| «Jump Hi» (Lion Babe при участии Childish Gambino)                                   | 2014 | —                       | —                       | —                       | —                       | 101                     | —                       | —                       | —                       | —                       |                    | Begin         |
| «Together» (Selah Sue при участии Childish Gambino)                                  | 2014 | —                       | —                       | —                       | —                       | 46                      | —                       | —                       | —                       | —                       |                    | Reason        |
| «—» обозначает запись, которая не была выпущена в этой стране или не попала в чарты. |      |                         |                         |                         |                         |                         |                         |                         |                         |                         |                    |               |

### Промосинглы
| «II. Worldstar»                                                                      | 2013 | — | 35 | 24 | —  |                 | Because the Internet |
| «Telegraph Ave. („Oakland“ by Lloyd)»                                                | 2014 | — | —  | —  | —  |                 | Because the Internet |
| «Driving Ms. Daisy» (Logic при участии Childish Gambino)                             | 2014 | — | —  | —  | —  |                 | Under Pressure       |
| «Retro»                                                                              | 2015 | — | —  | —  | 76 | - ARIA: золотой | Kauai                |
| «—» обозначает запись, которая не была выпущена в этой стране или не попала в чарты. |      |   |    |    |    |                 |                      |

## Другие песни в чартах
| Название                                                                             | Год  | Высшая позиция в чартах | Высшая позиция в чартах | Высшая позиция в чартах | Высшая позиция в чартах | Высшая позиция в чартах | Сертификации  | Альбом               |
| Название                                                                             | Год  | US Bub.                 | US R&B/HH Bub.          | NZ Heat.                | NZ Hot                  | UK Rַ&B                  | Сертификации  | Альбом               |
| ------------------------------------------------------------------------------------ | ---- | ----------------------- | ----------------------- | ----------------------- | ----------------------- | ----------------------- | ------------- | -------------------- |
| «The Worst Guys» (при участии Chance The Rapper)                                     | 2013 | —                       | —                       | —                       | —                       | —                       | - MC: золотой | Because the Internet |
| «Break Your Heart Right Back» (Ариана Гранде при участии Childish Gambino)           | 2014 | 12                      | —                       | —                       | —                       | —                       |               | My Everything        |
| «California»                                                                         | 2016 | 6                       | 1                       | —                       | —                       | —                       |               | «Awaken, My Love!»   |
| «Have Some Love»                                                                     | 2016 | 15                      | 8                       | 7                       | —                       | 37                      |               | «Awaken, My Love!»   |
| «Zombies»                                                                            | 2016 | 21                      | 9                       | —                       | —                       | —                       |               | «Awaken, My Love!»   |
| «0.00»                                                                               | 2020 | —                       | —                       | —                       | 27                      | —                       |               | 3.15.20              |
| «Algorhythm»                                                                         | 2020 | —                       | —                       | —                       | 23                      | —                       |               | 3.15.20              |
| «Time»                                                                               | 2020 | —                       | —                       | —                       | 21                      | —                       |               | 3.15.20              |
| «12.38»                                                                              | 2020 | —                       | —                       | —                       | 22                      | —                       |               | 3.15.20              |
| «—» обозначает запись, которая не была выпущена в этой стране или не попала в чарты. |      |                         |                         |                         |                         |                         |               |                      |

## Гостевое участие
| Название                         | Год  | Другие исполнители                                    | Альбом                                                   |
| -------------------------------- | ---- | ----------------------------------------------------- | -------------------------------------------------------- |
| «Who Datt Pt. 2»                 | 2011 | J. Cole, Spencer Datt                                 | н/д                                                      |
| «Womyn 2»                        | 2012 | Heems                                                 | Nehru Jackets                                            |
| «Level Up (International Remix)» | 2012 | Sway                                                  | The Deliverance                                          |
| «Tricks»                         | 2012 | Людвиг Йоранссон                                      | How to Find a Party                                      |
| «Beautiful Music»                | 2012 | Rapsody, GQ                                           | The Idea of Beautiful                                    |
| «Same Ol’ Story»                 | 2012 | DJ Drama, Kid Ink, Скулбой Кью, Cory Gunz             | Quality Street Music                                     |
| «Tell Me»                        | 2012 | Heems                                                 | Wild Water Kingdom                                       |
| «Young, Rich, Fly & Famous»      | 2013 | Cyhi the Prynce                                       | Ivy League: Kick Back                                    |
| «Ghost»                          | 2013 | Kilo Kish                                             | K+                                                       |
| «Scones»                         | 2013 | Kilo Kish                                             | K+                                                       |
| «Think of Me»                    | 2013 | Funkmaster Flex                                       | Who You Mad At? Me or Yourself?                          |
| «Favorite Song»                  | 2013 | Chance the Rapper                                     | Acid Rap                                                 |
| «Body So Tight»                  | 2013 | DJ Reflex                                             | н/д                                                      |
| «FDB (Remix)»                    | 2013 | Young Dro                                             | н/д                                                      |
| «More Than Normal»               | 2013 | Alan Wilkis                                           | Print                                                    |
| «Feel The Love (Woz Remix)»      | 2013 | Rudimental                                            | Home                                                     |
| «Ea$tside»                       | 2013 | Тринидад Джеймс, Gucci Mane, Young Scooter, Alley Boy | 10 PC Mild                                               |
| «Who No Know Go Know»            | 2013 | Just A Band                                           | Red Hot + Fela                                           |
| «Relations (Remix)»              | 2013 | Kenna                                                 | Land 2 Air Chronicles II: Imitation Is Suicide Chapter 1 |
| «God Save the Villain»           | 2014 | Erick Arc Elliott                                     | н/д                                                      |
| «Trillion Girls»                 | 2014 | Jr. Hi                                                | Virtual Lover EP                                         |
| «Hide» (Tropkillaz Remix)        | 2014 | N.A.S.A., Aynzli Jones                                | н/д                                                      |
| «Lava Glaciers»                  | 2014 | Riff Raff                                             | Neon Icon                                                |
| «Riot»                           | 2014 | Fredo Santana                                         | Walking Legend                                           |
| «Break Your Heart Right Back»    | 2014 | Ариана Гранде                                         | My Everything                                            |
| «Dollaz and Sense»               | 2014 | Problem                                               | 354: Lift Off                                            |
| «Together»                       | 2014 | Selah Sue                                             | Reason                                                   |
| «Waiting For My Moment»          | 2015 | Дженей Айко, Винс Стейплс, Людвиг Йоранссон           | Creed: Original Motion Picture Soundtrack                |
| «Existential Crisis Hour!»       | 2016 | Kilo Kish                                             | Reflections in Real Time                                 |
| «No Hookahs»                     | 2016 | Steve G. Lover III                                    | Rich Black American                                      |
| «monster»                        | 2018 | 21 Savage                                             | I Am > I Was                                             |

## Музыкальные видео
| Год  | Название                                         | Альбом               | Режиссёр                                |
| ---- | ------------------------------------------------ | -------------------- | --------------------------------------- |
| 2011 | «Freaks and Geeks»                               | EP                   | Дэн Экман                               |
| 2011 | «Bonfire»                                        | Camp                 | Дэн Экман                               |
| 2012 | «Heartbeat»                                      | Camp                 | Кайл Ньюачек                            |
| 2012 | «Firefly»                                        | Camp                 | High5Collective                         |
| 2013 | «L.E.S.»                                         | Camp                 | Ibra Ake                                |
| 2013 | «The Worst Guys» (при участии Chance The Rapper) | Because the Internet | Кайл & Адам Ньюачек                     |
| 2013 | «3005»                                           | Because the Internet | Хиро Мурай                              |
| 2014 | «Sweatpants/Urn»                                 | Because the Internet | Хиро Мурай                              |
| 2014 | «Telegraph Ave („Oakland“ By Lloyd)»             | Because the Internet | Хиро Мурай                              |
| 2015 | «Sober»                                          | STN MTN/KAUAI        | Хиро Мурай                              |
| 2015 | «Tell Me» (unreleased) (при участии Heems)       | R O Y A L T Y        | Max                                     |
| 2018 | «This Is America»                                |                      | Хиро Мурай                              |
| 2018 | «Feels Like Summer»                              | Summer Pack          | Дональд Гловер, Ivan Dixon & Greg Sharp |

| Год  | Название                                                 | Альбом                                                   | Режиссёр         |
| ---- | -------------------------------------------------------- | -------------------------------------------------------- | ---------------- |
| 2012 | «Giants» (Josh Osho при участии Childish Gambino)        | L.I.F.E.                                                 | Jordan Bahat     |
| 2013 | «Bed Peace» (Дженей Айко при участии Childish Gambino)   | Sail Out                                                 | Danny Williams   |
| 2013 | «Relations (Remix)» (Kenna при участии Childish Gambino) | Land 2 Air Chronicles II: Imitation Is Suicide Chapter 1 | Jason Chen       |
| 2014 | «The Pressure» (Дженей Айко)                             | Souled Out                                               | Childish Gambino |
| 2015 | «Gahdamn» (Kari Faux)                                    | Laugh Now, Die Later                                     | Calmatic         |
| 2018 | «Garden (Say It Like Dat)» (SZA)                         | Ctrl                                                     | Карина Эванс     |

## Комментарии
1. ↑  «Bonfire» не вошёл в чарт Billboard Hot R&B/Hip-Hop Songs, но достиг высшей позиции под номером 49 в чарте Billboard R&B/Hip-Hop Digital Song Sales.[52]
2. ↑  «Heartbeat» не вошёл в чарт Billboard Hot 100, но достиг высшей позиции под номером восемнадцать в чарте Bubbling Under Hot 100 Singles.[54]
3. ↑  «Sweatpants» не вошёл в чарт Billboard Hot 100, но достиг высшей позиции под номером двадцать четыре в чарте Bubbling Under Hot 100 Singles.[54]
4. ↑  «Sober» не вошёл в чарт Billboard Hot 100, но достиг высшей позиции под номером два в чарте Bubbling Under Hot 100 Singles.[54]
5. ↑  «Me and Your Mama» не вошёл в чарт NZ Top 40 Singles, но достиг высшей позиции под номером четыре в чарте NZ Heatseekers Singles.[58]
6. ↑  «Terrified» не вошёл в чарт Billboard Hot 100, но достиг высшей позиции под номером двадцать пять в чарте Bubbling Under Hot 100 Singles.[54]
7. ↑  «Terrified» не вошёл в чарт Billboard Hot R&B/Hip-Hop Songs, но достиг высшей позиции под номером десять в чарте Bubbling Under R&B/Hip-Hop Singles.[64]
8. ↑  «Feels Like Summer» не вошёл в чарт NZ Top 40 Singles, но достиг высшей позиции под номером 16 в чарте NZ Hot Singles.[67]
9. ↑  «II. Worldstar» не вошёл в чарт Billboard Hot 100, но достиг высшей позиции под номером девять в чарте Bubbling Under Hot 100 Singles, который является расширением к Hot 100.[54]
10. ↑  «Driving Ms. Daisy» не вошёл в чарт Hot R&B/Hip-Hop Songs, но достиг высшей позиции под номером шесть в чарте Bubbling Under R&B/Hip-Hop Singles.[64]
11. ↑  «Retro» не вошёл в чарт Billboard Hot R&B/Hip-Hop Songs, но достиг высшей позиции под номером 37 в чарте Billboard R&B/Hip-Hop Digital Song Sales.[52]